# Dolichovespula alpicola
Dolichovespula alpicola är en getingart som beskrevs av Regine Eck 1984. Dolichovespula alpicola ingår i släktet långkindade getingar, och familjen getingar. Inga underarter finns listade i Catalogue of Life.